# Bank of Jinzhou
Банк Цзиньчжоу (кит. (錦州銀行) — коммерческий банк со штаб-квартирой в Цзиньчжоу, провинция Ляонин, КНР. Основан 22 января 1997 года. В списке крупнейших публичных компаний мира Forbes Global 2000 за 2021 год занял 1485-е место (в том числе 316-е по активам); из китайских компаний в этом списке занял 108-е место.
2018 финансовый год банк закончил с убытком 4,5 млрд юаней и вынужден был провести дополнительную эмиссию акций и продать часть активов и некоторые дочерние структуры. Акции в основном были куплены государственными инвестиционными фондами, теперь им принадлежит более 50 % акционерного капитала банка.
Деятельность банка сосредоточена на северо-востке КНР, половину выручки даёт деятельность в Цзиньчжоу; сеть состоит из 242 отделений, в основном специализируется на обслуживании корпоративных клиентов (более 90 % выручки), в частности оптовой и розничной торговли, на неё приходится 45 % выданных кредитов банка.